# Каняшир
Каняшир (вірм. Կանիաշիր) — село в марзі Арагацотн, на північному заході Вірменії. Село розщташоване на трасі Артік — Алагяз, за 26 км на схід від Артіка, що у свою чергу розташований на трасі Єреван — Гюмрі, за 4 км на південний захід від Алагяза та за 17 км на північний захід від Апарана. Найближчі села — це Садунц (за 5 км на захід), Цахкаовіт (за 4 км на південний захід) та Алагяз.